# Melrakkaslétta
La Melrakkaslétta, toponyme islandais signifiant littéralement en français « la plaine du renard polaire », est une péninsule d'Islande située dans le Nord-Est du pays. Elle s'avance dans l'océan Arctique, entourée à l'est par le Þistilfjörður et à l'ouest par l'Öxarfjörður. Kópasker se trouve dans le Sud-Ouest de la péninsule. Son littoral Nord est marqué de nombreuses petites péninsules dont l'une, le Rifstangi, constitue l'extrémité septentrionale de l'île principale de l'Islande.

Paysage de la péninsule près de Raufarhöfn sur la côte orientale.